# アンボト
アンボト（バスク語: Anboto）は、バスク山脈のウルキオラ山地にある石灰岩でできた山。行政的にはスペイン・バスク州ビスカヤ県に位置する。標高1,331m。ウルキオラ自然公園に含まれる。ビスカヤ県ドゥランゴとアラバ県ビトリア＝ガステイスを結ぶウルキオラメンディ峠が起点のひとつである。

## 特徴
アンボトの山体は目が詰まった灰色の石灰岩の塊からなる。塊状の先史時代のサンゴや巨大な貝殻など、化石の遺物を含んでいる。ビスカヤ県とバスク地方ではよく知られた山のひとつであり、とても特徴的な山頂を持つ山である。北斜面は比高約1,000 mの印象的な崖となっており、アチョンド谷の上にそびえる。南斜面はより起伏の少ないルートですいすいとウルキオラメンディ峠を越えることができ、頂上に至るもっとも人気のあるルートである。アンボトの山頂には二次測地点がある。

## バスク神話
アンボトは常に魔女信仰やバスク神話と関係している。アンボトの山頂に近い洞窟はバスク神話の女神であるマリの主要な住処であるとされ、マリは「アンボトのマリ」とも呼ばれる。バスク地方の言い伝えでは、天気のいい日には洞窟の入口でマリを見ることができ、彼女は日差しの中できれいなブロンドの髪に金色の櫛を入れているという。マリは大きな火の球で空を飛ぶことも珍しくないとされ、オイス山やアイスコリなどにも住処を持っているという。彼女が見かけられた場所は好天または悪天になるという。

## 登山
アンボトの山頂に向かって多くの登山道が通じている。北側のアチョンド谷からの比高は約1,000 mである。ウルキオラメンディ峠では標高730 mにあるサン・アントニオ聖堂から登山道が始まっている。アチャルテ谷からは山頂までの完全な登山道が通じており、距離は長いものの容易にアリュイツ (1,043 m)やアンボトに登ることができる。
標高549 mのオチャンディオや312 mのアラマイオから草原に覆われた広大なサバラウンディ(896 m)の小山に向かえば、そこからのアンボトの風景はとても美しい。サバラウンディからは、「アンボトのマリ」の洞窟や「エスキラルの眼」の近くを通ってアンボトの頂上に至ることもできる。
もっともよく知られたルートはウルキオラメンディ峠からのルートである。ウルキオラメンディ(1,009 m)の側面を登り、アスンツェ(870 m)を超えた後に、パゴセライ(970 m)のピークを経て、石の多いアルエタ斜面を登って、アヒンディ(1,227 m)のピークを過ぎると、アンボト山頂のすぐ西側に至る。北斜面は比高約1000 mの岩がちなルートであり、ロッククライミングを必要とする場所もあるため、悪天候時または凍結時には大きな危険をはらんでいる。

## ギャラリー

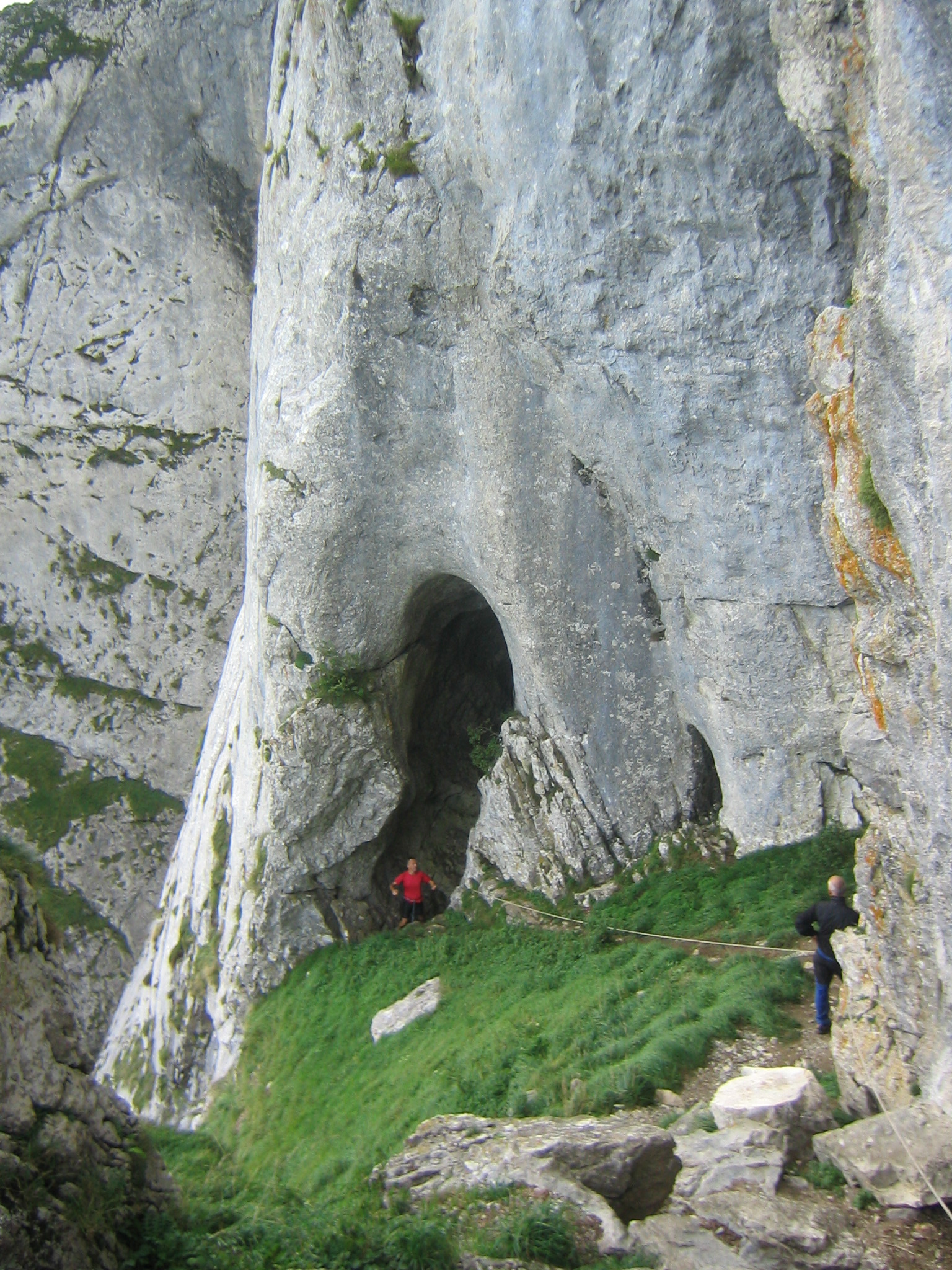
マリの住処とされる洞窟
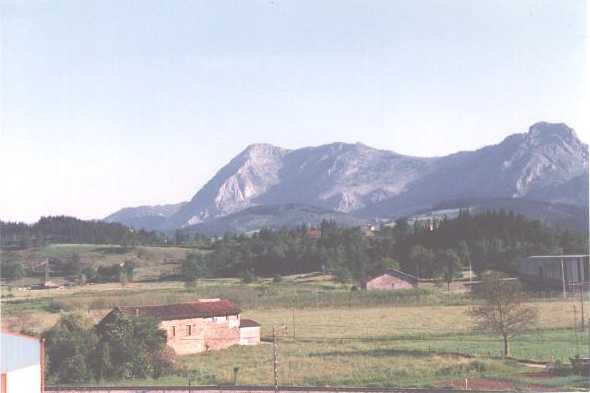
北側から見たアンボトの頂上
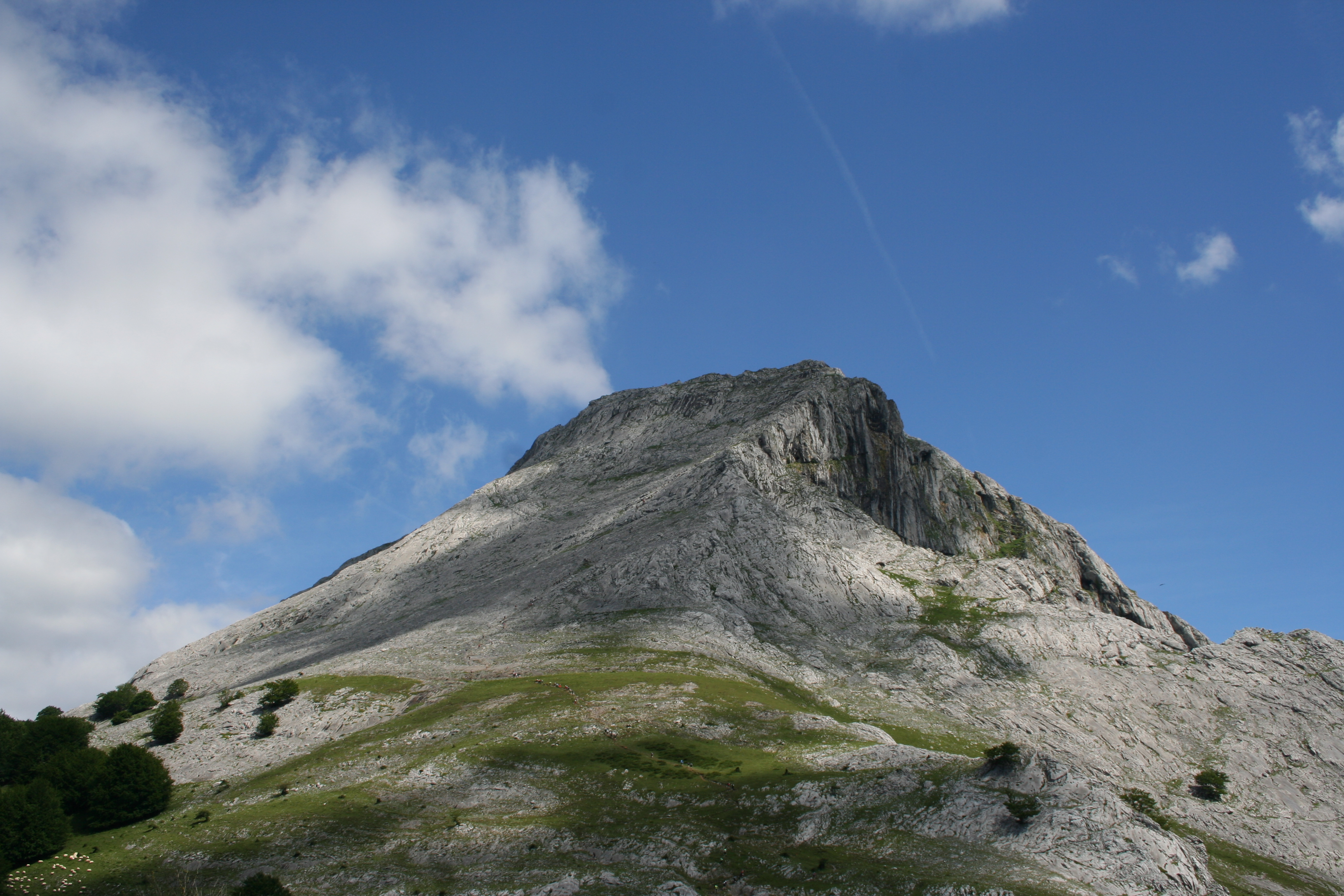
アンボトの山頂